# 伊東電機
伊東電機株式会社（いとうでんき、英: ITOH DENKI CO.,LTD.）は兵庫県加西市に本社を置くコンベヤ駆動用モーターローラ（商標「パワーモーラ」）のメーカーである。1946年創業。
パワーモーラ単品を始め、応用製品などを多く開発・販売している。
DCモーターローラをMDR（エムディーアール・モータドリブンローラ）とし、環境を考慮した製品の開発を進めている。

## 沿革
- 1946年 - 伊東市郎が兵庫県加西郡北条町栗田102でイトウ電機工業所を創業。
- 1961年 - 三洋電機株式会社北条工場の協力工場となる（掃除機モーター関係、1999年まで継続）。
- 1965年 - 伊東電機株式会社設立[1]。
- 1975年 - コンベヤ駆動用モーターローラ「パワーモーラ」開発・製造・販売開始。
- 1980年 - 先代社長逝去により伊東一夫が代表取締役に就任。
- 1987年 - フランスに合弁会社「イトウ・デンキ・ヨーロッパSA」設立。
- 1988年 - 世界初のDCブラシレス・モーター内装のパワーモーラを開発販売。
- 1989年 - 東京営業所開設。
- 1991年 - 名古屋営業所開設。
- 1994年 - 株式会社アイデック設立。
- 1996年 - イトウ・デンキ・ヨーロッパSAの全経営権取得
- 1997年 - 米国に「イトウ・デンキUSA, INC」設立。48.6mm径DCブラシレス・モーターローラ「パワーモーラ24」販売開始。
- 1998年 - アメリカ合衆国郵便公社（USPS）がTMSプロジェクトにパワーモーラ24採用。
- 2001年 - 香港に「伊東電機亞洲有限公司」設立。
- 2004年 - USPSがATHS, AFSM-aiプロジェクトにパワーモーラ24を大量に採用。
- 2006年 - USPSがFSSプロジェクトにパワーモーラ24を大量に採用。
- 2007年 - 上海に「上海伊東電機設備貿易有限公司」設立。
- 2010年 - 株式会社アイディ・テクノ設立。
- 2011年 - 直角移載機F-RAT、パレット用中間自動倉庫APRオートパレラック開発・販売開始。
- 2012年 - パレット用ラックシステム「idラック」開発・販売開始。
- 2013年 - 株式会社グリーンクロックス設立。
- 2014年 - 新植物工場（大阪府立大学）が完成。株式会社グリーンクロックスが生産・販売・運営開始。
- 2014年 - 大阪府立大学と「包括的連携協定」を締結。
- 2015年12月 - 加西工業団地内 東山第二工場取得。
- 2016年2月 - 創業70周年。3月 丸山第三工場新築完成。
- 2017年
  - 1月 - MDR式マテハン「id-PAC」を販売開始。
  - 10月 - イトウデンキヨーロッパが30週年を迎える。超モノづくり部品大賞受賞（商品名：フラット直角分岐装置「F-RAT-U225」)
  - 12月 - 「地域未来牽引企業」に選出される。
- 2018年
  - 4月 - 知財功労賞 経済産業大臣表彰を受賞[1]。
  - 5月 - 日本MH大賞受賞（商品名：id-PAC）
- 2019年
  - 3月 - ひょうごNo.1ものづくり大賞受賞（商品名：id-PAC）
  - 6月 - 伊東一夫が代表取締役会長、伊東徹弥が代表取締役社長に就任。